# Vecchia ubriaca
La Vecchia ubriaca è una scultura ellenistica in marmo databile al 300-280 a.C. circa e conosciuta da copie romane, tra cui le migliori sono alla Gliptoteca di Monaco (h 92 cm) e ai Musei Capitolini di Roma.

## Storia e descrizione
La statua  è stata ritrovata a Roma nel 1620, presso la via Nomentana. Plinio citò in un passo una "vecchia ubriaca di Smirne", attribuendola al famoso Mirone, artista del V secolo a.C., ma una cronologia del genere appare impensabile, perché lo stile dell'opera è ellenistico, mentre Mirone visse molti anni prima. Plausibile che vi fu un errore dei copisti latini che scambiarono il nome attribuito alla vecchia, "Maronide", con quello del noto scultore "Myronis", traducendo il passo quindi come la vecchia "di Mirone".
Gli storici dell'arte attribuiscono l'opera a Mirone di Tebe, attivo intorno alla metà del III secolo a.C. alla corte di Pergamo.
Soggetto della scultura è quindi Maronide, un'anziana donna ubriaca, che tiene tra le braccia un otre di vino, decorato da tralci di vite. La vecchia sta seduta a terra con il busto alzato e la testa riversa all'indietro, abbracciando l'otre con espressione beata. Il volto rugoso, quasi grottesco, è caratterizzato dalla bocca aperta e dallo sguardo perso nel vuoto, a causa dei fumi dell'alcol.
La scrupolosità dei particolari e l'aderenza della composizione alla realtà fanno dell'opera scultorea uno degli esempi più riusciti del realismo che permea la scultura dell'età ellenistica, attenta per la prima volta nel mondo greco alla resa di sentimenti personali, quali il dolore e lo sconforto.

Leonida da Taranto IV sec. a.C.
Qui sta la vecchia ubriacona Maronide,
rovina delle bottiglie di vino.
Sulla sua tomba c’è un calice attico,
simbolo noto a tutti. Si lamenta
anche sottoterra: non per i figli
o il marito lasciati senza nulla.
Piange solo per il calice vuoto

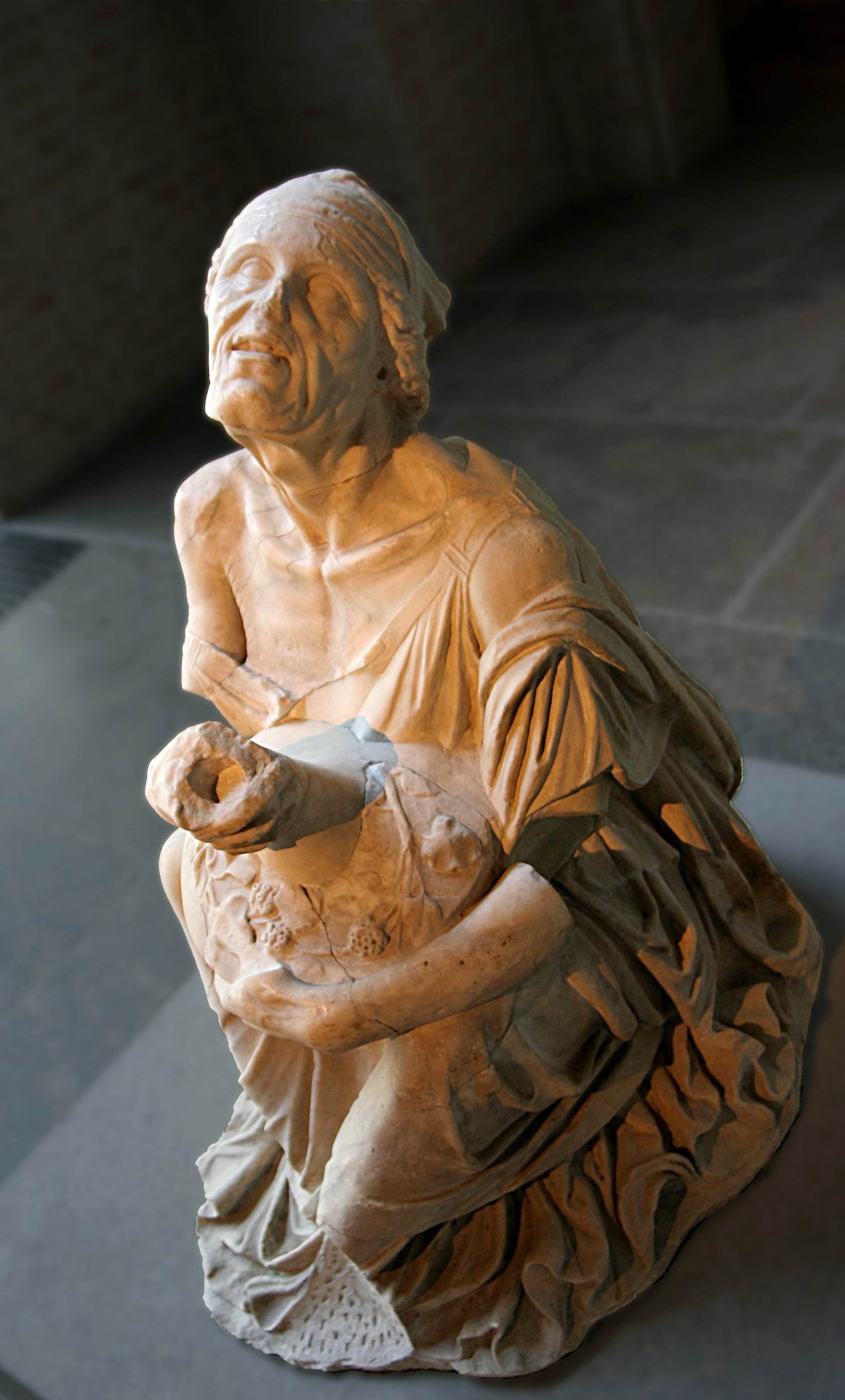
La versione di Monaco